# Kościół św. Antoniego Padewskiego w Babsku
Kościół pw. św. Antoniego Padewskiego w Babsku – parafialna świątynia rzymskokatolicka w miejscowości Babsk, w gminie Biała Rawska, powiecie rawskim, w województwie łódzkim.

## Historia
Kościół zbudowany został w latach 1803–1809 z inicjatywy ówczesnego właściciela Babska – Józefa Okęckiego na miejscu drewnianego kościoła pw. św. Stanisława, pochodzącego z 1540 r., który w 1778 r. zawalił się ze starości. 
Kościół jest obiektem murowanym, jednonawowym, zbudowanym w stylu neoklasycystycznym. Zbudowany został prawdopodobnie według projektu architekta Piotra Aignera (1746–1841).

## Opis zewnętrzny
Kościół pw. św. Antoniego Padewskiego położony jest na wzgórzu górującym nad wsią, na zachodnim krańcu osady, około 300 metrów od drogi szybkiego ruchu E67. Kilkadziesiąt metrów od świątyni, po drugiej stronie szosy do Białej Rawskiej znajduje się cmentarz parafialny.
Kościół otoczony jest murem, w którym znajdują się 4 kapliczki. Prowadzi do niego wysadzana lipami aleja, obecnie stanowiąca część szosy do Białej Rawskiej. Obok świątyni znajdują się pochodzące z I poł. XIX w. murowane plebania i dzwonnica.

## Wnętrze kościoła
Wnętrze jest dość ciemne z powodu małych okien. Nawa kościoła zbudowana jest na planie prostokątnym, z węższym, kwadratowym prezbiterium. W kościele znajdują się trzy ołtarze oraz nietypowa ambona w kształcie łodzi z orłem na dziobie, a jak również XVIII-wieczny obraz Matki Boskiej Częstochowskiej z Dzieciątkiem w wielkim ołtarzu oraz organy, także pochodzące z XVIII wieku. Dwa boczne ołtarze w nawie poświęcone św. Antoniemu i św. Józefowi. Chór z organami wsparty na dwóch kolumnach kwadratowych. Stylowy konfesjonał z XIX w., chrzcielnica drewniana obita blachami, pod prezbiterium – groby fundatorów i ich rodzin. Nad wejściem do zakrystii wisi portret fundatora budowli – bp. Antoniego Okęckiego. Kościół posiada podłogę wykonaną z drewna modrzewiowego. Na ścianach znajdują się epitafia, tablice marmurowe w ozdobnych marmurowych ramach, poświęcone pamięci zmarłych dwóch rodzin: Okęckich i Węgrzeckich.
Zarówno sam kościół, jak i dzwonnica oraz plebania, a także otaczające ten zespół zabudowań murowane ogrodzenie wraz z kapliczkami wpisane są do rejestru zabytków.

## Parafia św. Antoniego Padewskiego
Parafia św. Antoniego Padewskiego należy do dekanatu Biała Rawska w diecezji łowickiej i obejmuje: Babsk, Franopol, Julianów Raducki, Raducz, Studzianek i Wólka Babska.